# Вальдерредібле
Вальдерредібле (ісп. Valderredible) — муніципалітет в Іспанії, у складі автономної спільноти Кантабрія. Населення — 1099 осіб (2009).
Муніципалітет розташований на відстані близько 270 км на північ від Мадрида, 75 км на південь від Сантандера.
На території муніципалітету розташовані такі населені пункти: Альєн-дель-Ойо, Арантіонес, Аренільяс-де-Ебро, Арроюелос, Барсена-де-Ебро, Бустільйо-дель-Монте, Кадальсо, Кампо-де-Ебро, Кастрільйо-де-Вальделомар, Сеханкас, Коронелес, Кубільйо-де-Ебро, Еспіноса-де-Брісія, Лома-Сомера, Монтесільйо, Навамуель, Отеро-дель-Монте, Побласьйон-де-Абахо, Побласьйон-де-Арріба, Польєнтес (адміністративний центр), Ла-Пуенте-дель-Вальє, Кінтанасольмо, Кінтанілья-де-Ан, Кінтанілья-де-Рукандіо, Расгада, Ребольяр-де-Ебро, Ренедо-де-Брісія, Репудіо, Ревелільяс, Ріопанеро, Рокамундо, Руаналес, Рукандіо, Руерреро, Руїхас, Сальседо, Сан-Андрес-де-Вальделомар, Сан-Крістобаль-дель-Монте, Сан-Мартін-де-Елінес, Сан-Мартін-де-Вальделомар, Санта-Марія-де-Іто, Санта-Марія-де-Вальверде, Ла-Серна, Собрепенілья, Собрепенья, Сото-Рукандіо, Сусілья, Вільяескуса-де-Ебро, Вільямоньїко, Вільянуева-де-ла-Ніа, Вільяверде-де-Іто, Вільйота-де-Елінес.

## Демографія
Динаміка населення (INE ):

## Галерея зображень

Розташування муніципалітету